# 貝瑞塔92手槍
貝瑞塔92系列手槍（Beretta 92）是貝瑞塔公司的代表產品之一，大眾往往直接稱其為“貝瑞塔手槍”，以至直接使用該槍在美軍的官方編號，“M9”。

## 設計
貝瑞塔92屬於一種半自動手槍（亦可改造成全自動），使用閉鎖式槍栓與槍管短行程後座機構、扳機為單／雙動模式，發射9×19毫米帕拉貝倫手槍彈。
96型則發射威力稍大的.40 S&W彈藥，即是將套筒、槍管和彈匣改裝成該口徑專用。
貝瑞塔公司將92SB型作升級而成為產生92F型和92G型。幾乎是將所有的零件重新設計過，使其擁有可和多數手槍零件通用的特性，因此更便利於供給政府或是軍隊等大規模使用的組織，可以更輕鬆的保養和維修。
貝瑞塔公司同時調整了扳機護環，其人體工學設計使得扣動扳機時更為省力；握把的角度也經過特殊設計，使得熟練的射擊者不需要過長的時間便能迅速且準確的瞄準；槍管外層鍍鉻以增強其抗腐蝕力及延長整體使用壽命。槍身上使用了專利的鍍膜技術（Bruniton），讓新型92F／G比以前的烤藍92SB型擁有更佳的抗腐蝕性。
另外，法國軍隊要求將92G的保險裝置移除，以一個擊錘代替，其改型為PAMAS-G1手枪。貝瑞塔公司雖授權給GIAT（法國生產商）讓其生產改造貝瑞塔92F型，但前期法國軍隊所使用的PAMAS-G1型手槍仍是在義大利生產，直至法國的製造廠預備好生產貝瑞塔手槍，因此仍有部份PAMAS-G1型的手槍是由法國提供鋼材，卻是由意大利貝瑞塔公司製造。
早期的GIAT公司為了節省開支，在用於製造PAMAS-G1的鋼材中加入了令硬度增加的碲，導致套筒部份相對脆弱。這使得早期法製PAMAS-G1有著套筒容易斷裂的問題，這可能會造成其飛散的碎片飛散至射手臉上。雖然上述的情況非常罕見，但是法國陸軍仍全面收回PAMAS-G1型手槍，並且向GIAT公司提出PAMAS-G1型在壽命期內的問題報告，之後GIAT公司則以全鋼套筒更換含碲鋼套筒，並於2002年時更恢復原先貝瑞塔公司設計的保險柄以加強其操作上的安全性。

## 市場定位
92F型原先是專為軍隊、執法單位的需求，為滿足其需求的準確性、安全性與耐用性而特別開發的手槍。以美國政府採用的制式手槍M9為例，除了一般戰鬥人員外，高級軍士官、憲兵、飛行機組員、車輛乘員與許多未配發步槍的執法人員都裝備M9手槍作為自衛武器。美國警方也跟隨軍方的腳步，採購貝瑞塔92系列或其他廠牌的自動手槍取代使用多年的轉輪手槍或柯爾特M1911手槍。
在1984年的美軍測試中，只有貝瑞塔92SB-F和SIG P226合格，由於貝瑞塔報價較低，因此美國陸軍選擇了92F（92SB-F），編號為M9。
不過，美國政府因為本土槍枝製造商史密斯威森強烈抗議之前測試的結果，因而建議重新執行一次測試。在1987年為編號“M10”執行的測試中，陸軍直接以現有M9手槍進行測試，最後仍然擊敗了其他樣槍，因而確定了它的地位。
在法國也有相同的結果，92G勝出了其他手槍，不過法國政府希望這把手槍由該國以PAMAS-G1的改裝（將其保險裝置移除，以擊錘代替）形式生產。
貝瑞塔公司雖授權給GIAT（法國生產商），{\displaystyle }讓其生產改造貝瑞塔92F型，但前期法國所使用的PAMAS-G1型手槍仍是在義大利生產，直至法國的製造廠預備好生產貝瑞塔手槍，且有部份PAMAS-G1型的手槍是由法國提供鋼材，卻是由意大利貝瑞塔公司製造。或是由貝瑞塔販售其分解材料進而到法國當地組裝。

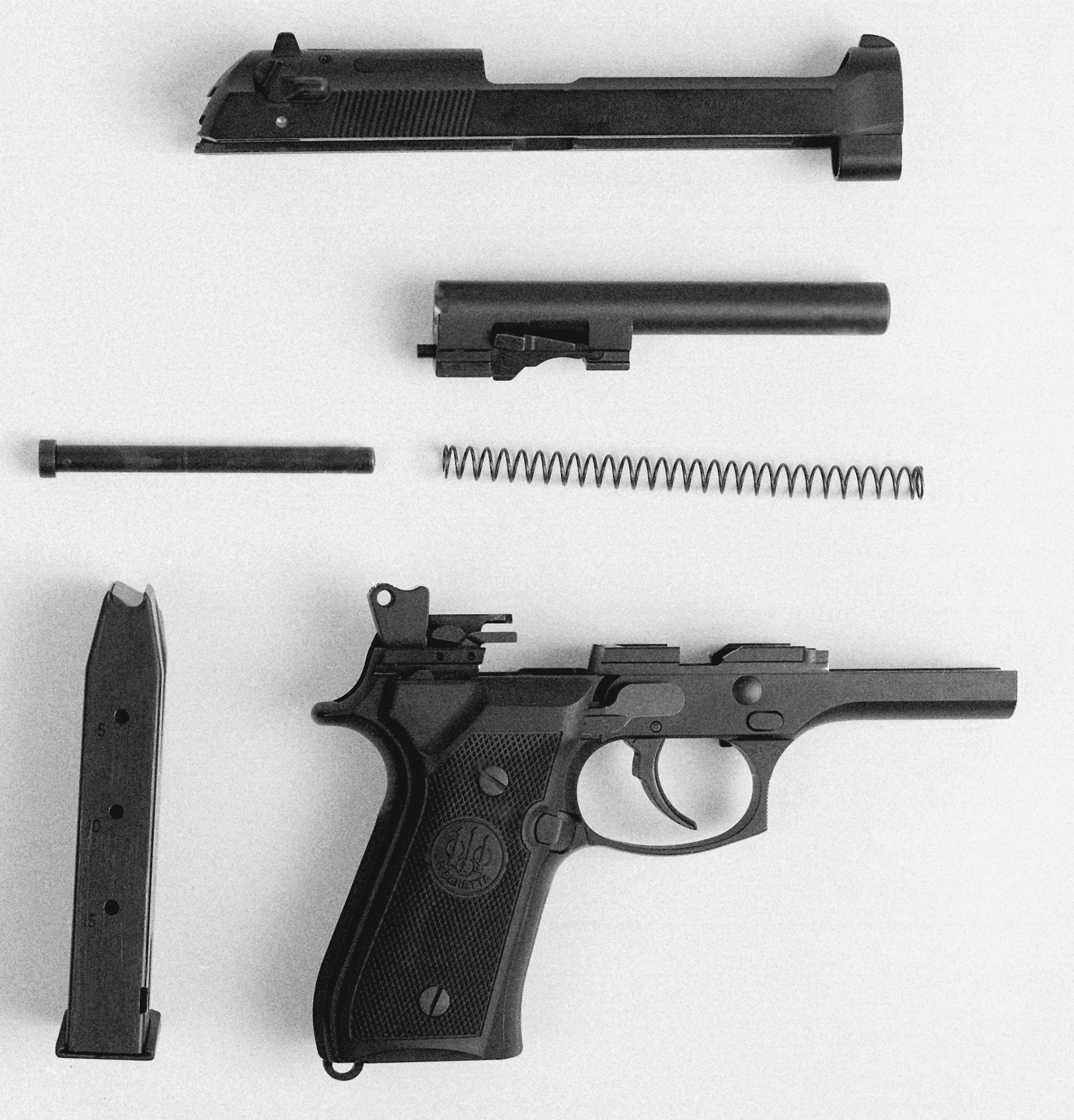
大部分解圖

## 設計上的優勢
92F型因其手動保險和擊錘的設計，在上膛和卸除子彈時相對的安全。當保險開啟時，便可以安全地操作套筒，而不必擔心因誤觸到扳機而擊發，因為扳機此時已經沒有作用。而改良後的彈匣釋放鈕也讓卸除彈匣相對的便捷。
在設計上，保險開關在套筒的兩端都有，這種設計讓不論慣用左手或是右手的人都能順利地操作保險；另外，彈匣釋放鈕也可以製作成讓慣用左手的人使用或是兩側通用。
92F型也承襲了92SB型的耐用性：在正確的上油、清槍和保養前提下便能讓它在多數的環境下維持精準且正常地運作。92F型的槍管因其特殊的鍍層，同時也擁有比其他的槍械更為優異的抗腐蝕力。另外，92G型因缺少手動的保險，比起92F型較沒有那麼安全，但另一方面來說，它在射擊上的操作也相對便捷。
92F型的準確度相當高，從25碼外射擊，彈孔的散佈範圍在1.23英吋（3.12厘米）以內，這個成績甚至和P226系列不分軒輊。

## 早期的問題
貝瑞塔公司當初有兩個主要的訂單在生產，也就是美國的50萬把和法國的23萬把，但兩國都想要在合約期限內完成生產的數量。在92G的合約下，法國政府替貝瑞塔製造他們所需要的套筒，直到法國的工廠準備好自己生產92G。但是貝瑞塔為了在期限之前完成製造，決定將5千個法國政府送來的滑套拿來製造美國的手槍。
在美國陸軍接收這些槍枝不久之後，一些92F和比較老的92SB開始產生裂縫和脫離。而且這些在法國製造的套筒和美國所製造使用的9毫米魯格彈並不相容。解決的辦法是把擊錘軸針加大，滑套上擊鎚管制卡榫移除以達到滑套保留的效果，這就是貝瑞塔92 PSR和PSG是沒有擊鎚管制卡榫。在調查之後發現了槍枝處理閉鎖的部分需要再度改良，以延長使用期限。
但在這之前，必須先減少生產這些92PSR和PSG以致1989年產量只有一萬多把。同時在這個期間，有人已經做過完全關閉的套筒測試，不過這個設計會減少其穩定性；幾乎所有貝瑞塔手槍都被加上了這個簡單的改良，而貝瑞塔又另外設計了一種新的滑套，不過這種滑套並未公佈使用或是進入生產，因為滑套本身發現了一些失誤。

## 歷史
在獲得了貝瑞塔92SB在執法單位、射擊競技和美國陸軍各個市場所帶來的利潤後，貝瑞塔公司著手進行了92SB型的改良，變成了成品92SB-F，而經過稍微修改就變成92G。
這個舉動是為了參加美國陸軍編號為“M9”，和法國軍隊編號“PAMAS”的競爭。M9意圖取代舊型的柯尔特M1911手槍，以及一些使用點38口徑的左輪手槍。
超過50萬把M9因此被收編入美國陸軍服役，且幾乎是完成替代，不過仍有一些特別單位使用各自的特殊用途手槍（例如M11和HK Mk 23 Mod 0）。美國海軍也全面採用了M9，不過海豹部隊曾在某次射擊訓練中使用M9手槍時發生了滑套破裂的情況，導致隊員受傷。這是由於M9系列的內部構造並不足以適應部份特種作戰部隊使用的高膛壓彈藥所致。故此次事故後，美國海軍特種作戰司令部改以更可靠的SIG Sauer P226和SIG Sauer P228作制式手槍，而在2010年代後期又改用了格洛克19。
目前美國空軍的舊型的M9（92F）已大部份被替換成92FS。2005年5月，美國海軍陸戰隊向貝瑞塔公司提出特製化訂購的意願，製造3,480把在底把前下方具備皮卡汀尼導軌可安裝各種配件的“M9A1”。而在美國陸軍，一些部隊中裝備的M9手槍現時已經被M4卡賓槍所取代。
令人困惑的是，美國陸軍裝甲及武器指揮部（TACOM）在2004年12月採購了5,000把儒格P95和另外5,000把SIG SP2022手槍，但目前並未有任何跡象顯示這些武器在美軍中有著“制式武器”的地位。
隨著超過30年的使用，在美軍中服役的M9手槍已開始出現老化跡象，同時軍方也認為該槍已經過時，故將會尋求新的手槍全面取代M9系列。貝瑞塔在2014年推出相對模組化的M9A3手槍，並積極地游說美軍採用，但美軍明顯不買賬，決定不再採用M9系列衍生而成的產品。
2017年，美軍宣佈SIG Sauer P320為XM17模組化手槍系統競爭的贏家，並將逐步以該槍（在美軍中命名為“M17”及“M18”）取代M9系列。
除美軍外，部份其他國家也有裝備貝瑞塔92系列，包括其原產國義大利，92F及92FS一向為義大利軍隊和警察部隊的制式手槍，但自2010年代開始，他們也開始以貝瑞塔Px4及其他手槍取代貝瑞塔92系列。

## 限制
貝瑞塔92FS和92型有一樣的使用限制。它不適合在沙漠、叢林和極地區域使用；當它在這些極端的環境裡使用時，必須要特別注意槍枝的保養情形。它們所使用的Bruniton鍍膜技術亦會隨著環境更快的磨損。槍管的表面、露出來的部分則更易遭受腐蝕。

## 戰鬥及競技用途

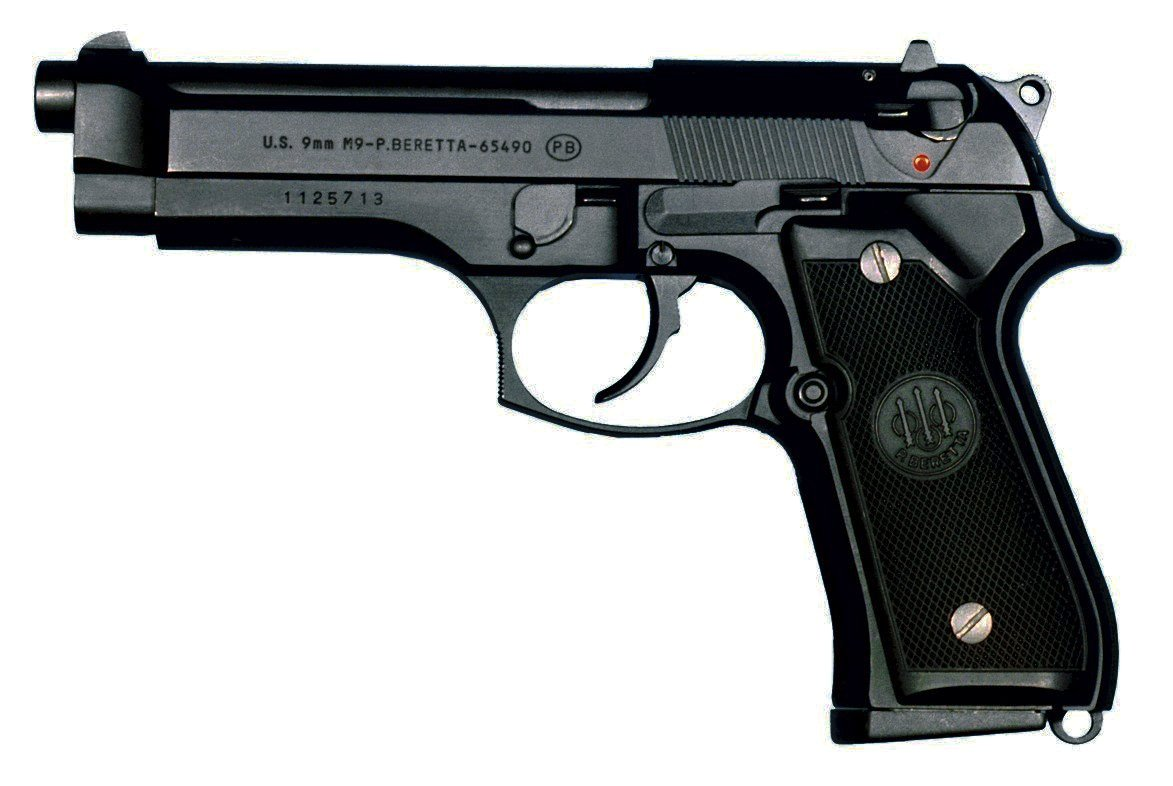
M9手槍

在波斯灣戰爭中，美軍新型的M9手槍發揮了不少作用。但是在幾年後，疑似因保養不當和使用劣質的彈匣供彈，士兵在伊拉克戰爭和2001年美國軍方回應九一一恐怖襲擊事件的行動中（反恐戰爭）服役期間購買汰換新彈匣，似乎解決了不少問題；同樣的加裝於戰術軌道上的雷射指示器也同樣是士兵常自行添購的配備之一。
今日在美國陸軍服役的常規士兵，雖然不一定使用過.45 ACP的M1911A1手槍，但仍然覺得它才是美軍應該使用的手槍，而顯出對M9的厭惡。在伊拉克，美軍士兵和陸戰隊認為手槍要比步槍更容易維持秩序，這並非因為它的威力，而是人民尚還記得海珊政府時期，他們用手槍處決人民，在心中所留下的陰影。
而許多的平民受到美國軍隊及影視媒體的影響，也同樣的偏好選用貝瑞塔手槍。目前市場的重點放在槍的耐用性和抗腐蝕性，因此貝瑞塔製造了92FS Inox型號，它的套筒和槍管使用不鏽鋼製造，使得腐蝕的問題明顯低於92FS。
貝瑞塔手槍同時有許多的競技用衍生型，像92G Elite II、92 Combat、92 Stock、92FS Brigadier等等，還有許多其他種類。
另外，也能把貝瑞塔手槍所搏得的名聲歸於以《致命武器》為首的影視作品。不少《轰天炮》以外的荷里活電影中也有許多貝瑞塔92系列的特寫，同時香港導演吳宇森執導的動作電影必定會出現貝瑞塔92系列的身影，令該槍與暴力美學劃上等號，也算是替貝瑞塔推銷了不少的客戶。因此許多人購買貝瑞塔92系列單單只是因為它有名、以及美型的外觀，而不是因為它的性能和可靠性。

## 衍生型

### 貝瑞塔92SB-F／F
- 擊發動作：單動或雙動
- 口徑：9×19公釐帕拉貝倫彈
- 容量：10、15、17、20、30發，依彈匣不同
- 槍身材質：輕鋁合金
- 套筒和槍管材質：碳鋼
- 握把材質：塑膠
- 重量：955克
- 保險：滑套必須就位、手動保險、擊錘、上膛顯示桿、撞針保險
- 彈匣卡榫：必須放開扳機，釋出填入彈匣皆同
- 生產年：1983—1987年
- 生產地：貝瑞塔（義大利）

### 貝瑞塔92FS／FS Inox
- 口徑：9×19公釐帕拉貝倫彈

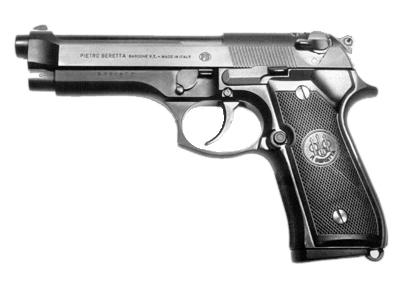
貝瑞塔92FS

- 容量：10、15、17、20、30發，依彈匣不同
- 槍身材質：輕鋁合金
- 套筒和槍管材質：碳鋼或不鏽鋼
- 握把材質：塑膠
- 重量：945克
- 保險：滑套必須就位、手動保險、擊錘、上膛顯示桿、撞針保險、滑套固定裝置
- 彈匣卡榫：必須放開扳機，釋出填入彈匣皆同
- 生產年：1987年—
- 生產地：貝瑞塔（義大利），貝瑞塔（美國），其餘地點在執照許可下生產。

### 貝瑞塔92G
- 口徑：9×19公釐帕拉貝倫彈

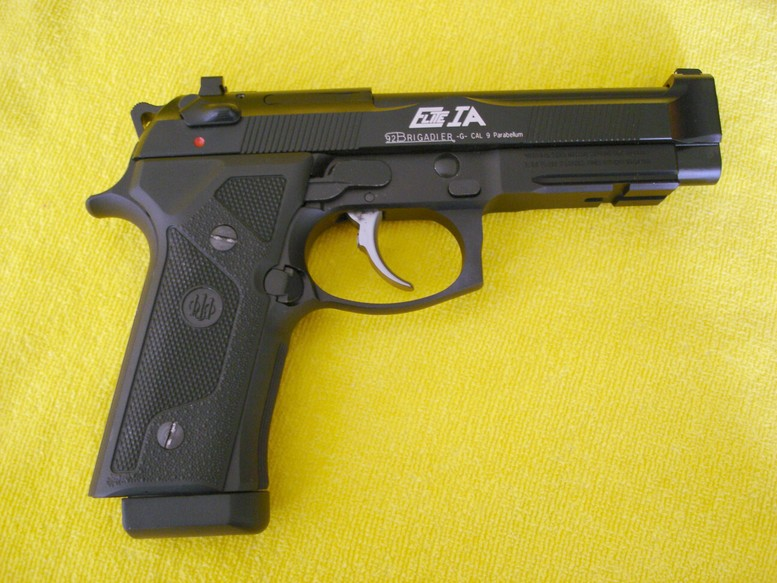
貝瑞塔92G

- 容量：10、15、17、20、30發，依彈匣不同
- 槍身材質：輕鋁合金
- 套筒和槍管材質：碳鋼
- 握把材質：塑膠
- 重量：945克
- 保險：滑套必須就位、擊錘、上膛顯示桿、撞針保險、滑套固定裝置
- 彈匣卡榫：必須放開扳機，釋出填入彈匣皆同
- 生產年：1987年—
- 生產地：貝瑞塔（義大利），貝瑞塔（美國）

### 貝瑞塔90two

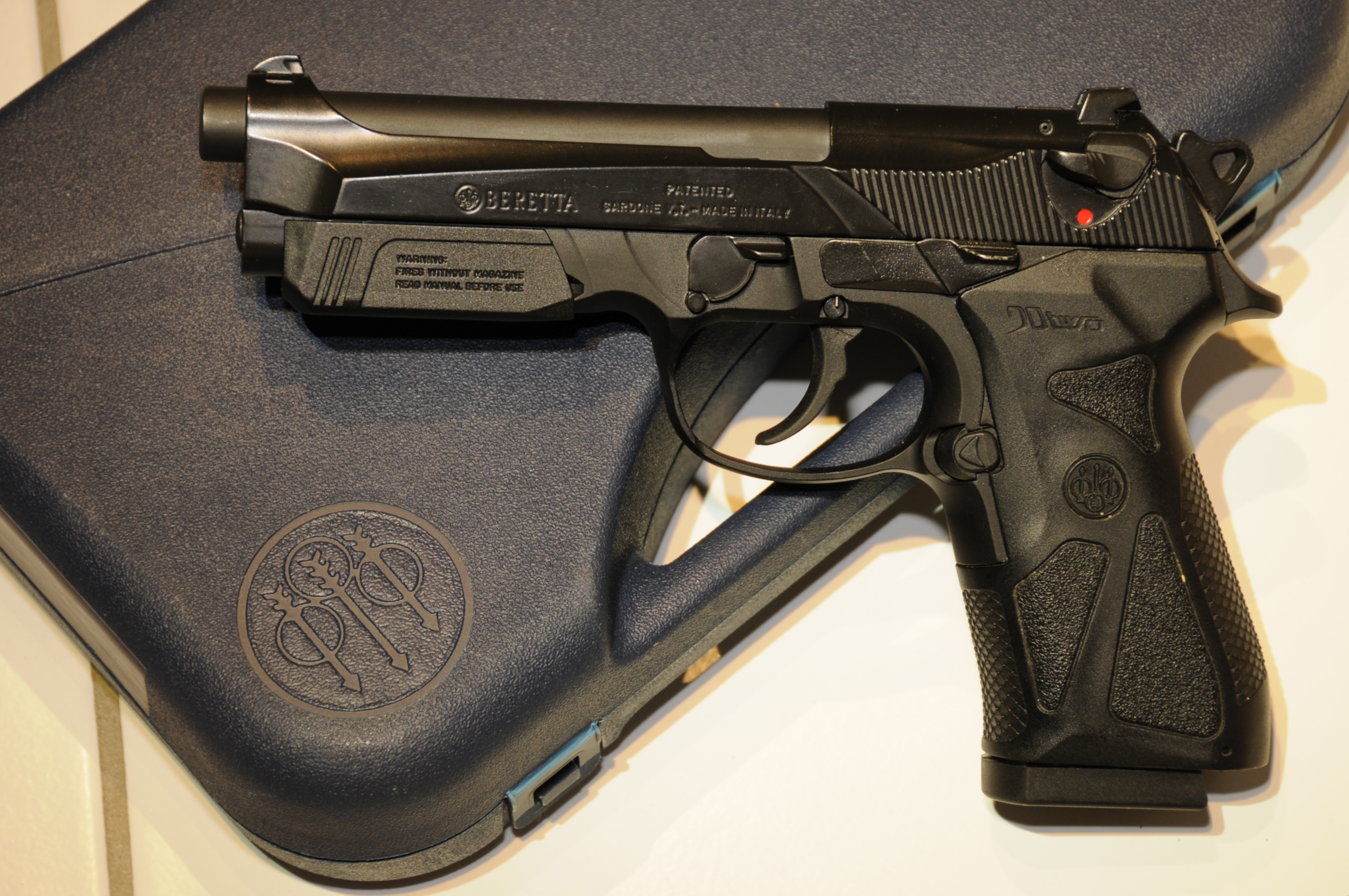
貝瑞塔90two

### 貝瑞塔96／Inox
- 口徑：.40 S&W
- 容量：10、11發，依彈匣不同
- 槍身材質：輕鋁合金
- 套筒和槍管材質：碳鋼或不鏽鋼
- 握把材質：塑膠
- 重量：940克
- 保險：滑套必須就位、擊錘、上膛顯示桿、撞針保險、滑套固定裝置
- 彈匣卡榫：必須放開扳機，釋出填入彈匣皆同
- 生產年：1992年—
- 生產地：貝瑞塔（美國）

### 其他
法國

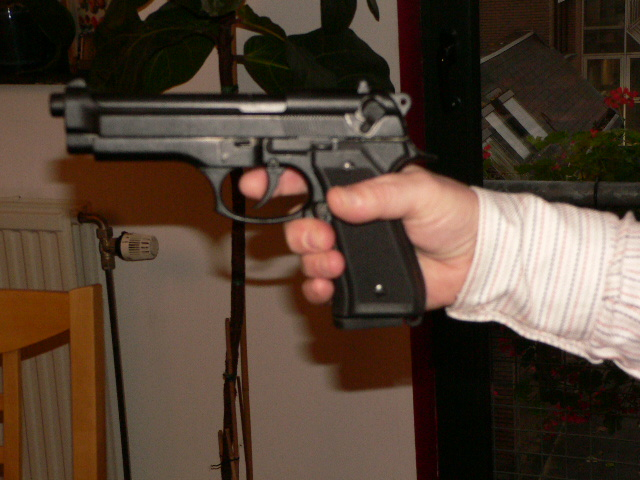
PAMAS-G1

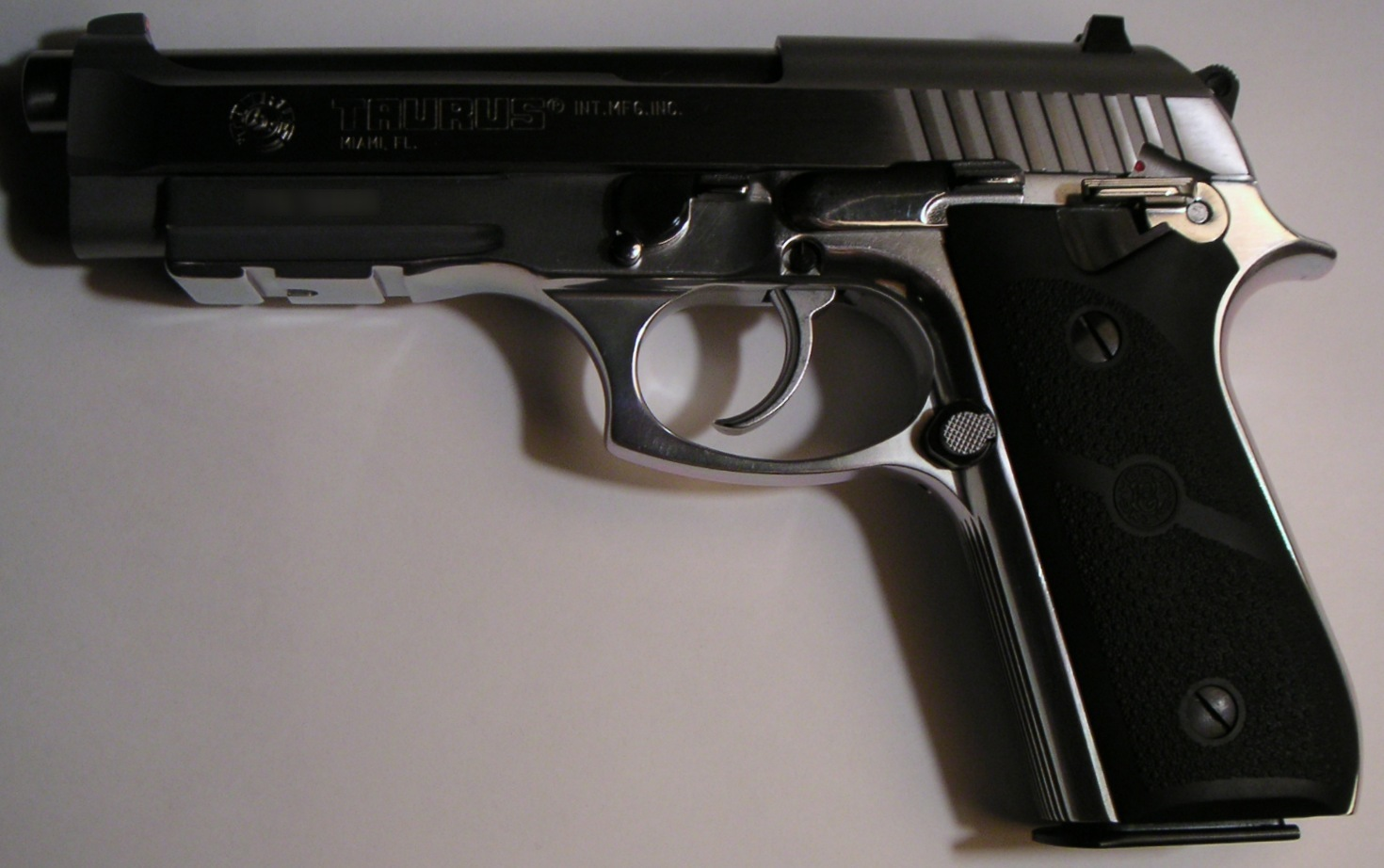
Taurus PT92

- 合法授權生產，並命名為PAMAS-G1（又稱GIAT BM92-G1），生產商為GIAT。

美國
- 由貝瑞塔美國分公司生產，命名為M9，其後成為美國空軍、海軍及海軍陸戰隊的制式手槍。目前正逐漸被SIG Sauer M17取代中。

中華民國
- 仿制型，名為T75，其後自行改良，成為T75K1、T75K2、T75K3。

巴西及智利
- 合法授權生產，生產商為金牛公司，產品為Taurus PT92。

西班牙
- 仿制型，名為Llama M82。

南非
- 合法授權生產，生產商為Vector公司，名為Vector Z88，被南非警察使用。

伊朗
- 非授權仿制型。

土耳其
- 合法授權生產，生產商為MKE工廠，名為Yavuz 16（或Regard MC），獲土耳其軍隊採用。

## 生產
大多數的槍枝都由位於意大利的總部或美國分部所生產。92FS INOX有分意大利產以及美國產版本。
以製造水準來看，意大利造的有較好的表面鍍膜，而美國造的則有較高的耐用性，在其他方面則都相同。
部份國家也有授權生產或仿製貝瑞塔92系列，較著名的有巴西金牛座公司（Taurus）生產的PT92系列，它們因價錢便宜而在美國民間市場較受歡迎，同時也大量被用於電影拍攝，以取代成本較高的正版貝瑞塔92系列。
中華民國聯勤205廠也生產以貝瑞塔92FS為原型的T75手槍。

## 附註
SIG P226半自動手槍被認為和貝瑞塔92F有同等的表現水準（美國陸軍1984年的XM9選購），而92F較低的成本是它贏得成為美方制式裝備的原因。
以今日的眼光來看，兩者都不被認為是非常高水準的產品，且擊鎚式半自動手槍已過時，目前在多國軍警中使用的貝瑞塔92系列和其他舊款擊鎚式手槍已逐漸地被格洛克17為首的多款擊鐵擊發式手槍取代。而美軍亦正以SIG Sauer M17取代M9系列。

## 使用國
- 阿富汗伊斯兰共和国
  - 阿富汗國民軍（M9）
- 阿富汗伊斯蘭酋長國：繼承自前伊斯蘭共和國政權的M9。
  - 伊斯蘭酋長國軍
- 阿尔巴尼亚
  - 阿爾巴尼亞地面部隊（英语：Albanian Land Forces）特種作戰營（英语：Special Operations Regiment (Albania)）
  - 阿爾巴尼亞警察（英语：Albanian Police）
- 阿尔及利亚
- 安道尔
  - 安道爾警察部隊（英语：Police Corps of Andorra）（PAMAS G1）
- 阿根廷：採用92FS及PT92。
  - 阿根廷聯邦警察（英语：Argentine Federal Police）
  - 阿根廷國家憲兵
  - 阿根廷海軍
- 亞美尼亞
- - 特別安全部隊（英语：Special Security Force）
- 巴哈马
- 百慕大
  - 百慕大軍團（英语：Bermuda Regiment）（92F）
- 玻利维亚
- 巴西：在當地生產並命名為「金牛座PT92」。
  - 巴西武裝部隊
  - 巴西聯邦警察
- 加拿大
  - 加拿大特種作戰團（英语：Canadian Special Operations Regiment）
  - 溫哥華警察部門（英语：Vancouver Police Department）（已被SIG P226所取代）
- 智利
- 哥伦比亚
  - 哥倫比亞軍隊（英语：Military of Colombia）（M9、Yavuz 16）
- - 哥斯達尼加公眾部隊
- 埃及：在當地生產並命名為“Helwan 920”。
  - 埃及武裝部隊
- 法國：在當地生產並命名為“PAMAS G1”。
  - 法國武裝部隊（PAMAS G1）
    - 法國國家憲兵（PAMAS G1）

  - 特警單位（92FS、92SB）
- - 喬治亞警察（英语：Georgian Police）（Yavuz 16）
- 印度
  - 米佐拉姆武裝警察（英语：Mizoram Armed Police）（92S）
  - 印度海軍突擊隊（英语：MARCOS）（92FS）
- 印度尼西亞
  - 印尼陸軍特種部隊司令部（英语：Komando Pasukan Khusus）
  - 印尼海軍青蛙部隊（英语：KOPASKA）
- 伊朗
- 伊拉克
  - 伊拉克武裝部隊（92FS）
- 義大利
  - 意大利武裝部隊（92FS）
  - 意大利國家警察（英语：Polizia di Stato）（92FS）
- 牙买加
- 日本
  - 日本警察廳
    - 特殊搜査班（英语：Special Investigation Team）（Vertec）
    - 特殊急襲部隊（Vertec）
- 约旦
  - 約旦武裝部隊（M9）
- - 大韓民國陸軍第707特殊任務團
  - 大韓民國海軍特戰戰團
  - 大韓民國警察廳警察特攻隊
- 科威特
- 黎巴嫩
- 利比亞
  - 利比亞國民軍（M9）
- 盧森堡
  - 大公國警察（英语：Grand Ducal Police）特別單位（英语：Unité Spéciale de la Police）（92F）
- 马来西亚
  - 馬來西亞陸軍（92FS）
  - 馬來西亞皇家警察普通行動部隊（英语：General Operations Force）（92FS、Yavuz 16）
  - 馬來西亞道路交通局（英语：Malaysian Road Transport Department）（92 Compact L）
- 馬爾他
  - 馬耳他武裝部隊（英语：Military of Malta）
- 摩納哥
  - 王太子卡賓槍騎兵連（英语：Compagnie des Carabiniers du Prince）
- 墨西哥
  - 墨西哥武裝部隊
  - 墨西哥聯邦警察（英语：Federal Police (Mexico)）
- 摩洛哥
- 尼泊尔
  - 尼泊爾警察（英语：Nepal Police）（92FS）
- 奈及利亞
  - 國家安全部
- 巴基斯坦
  - 巴基斯坦陸軍特勤群（英语：Special Services Group）（92F）
- 巴拿马
- 秘魯
  - 秘魯武裝部隊
  - 秘魯國家警察（英语：Peruvian National Police）
- 菲律賓
  - 菲律賓武裝部隊
  - 菲律賓國家警察
- 波蘭
- 葡萄牙
  - 軍警單位
  - 共和國國民警衛隊（英语：National Republican Guard (Portugal)）
- 中華民國：在當地生產並命名為“T75”。
  - 警政署（92F）
  - 中華民國國軍（T75手槍）
  - 中華民國特勤隊（T75手槍）
  - 海岸巡防署（T75手槍）
- 俄羅斯
  - 俄羅斯聯邦內務部
  - 總統辦公室
- 圣马力诺
  - 聖馬力諾民警（英语：Civil Police (San Marino)）
- 塞内加尔
- 斯洛維尼亞
  - 斯洛文尼亞武裝部隊（英语：Slovenian Armed Forces）
- 南非：在當地生產並命名為“Vektor Z88”。
  - 南非國防軍
  - 南非警察局（英语：South African Police Service）
- 西班牙
- 斯里蘭卡
- 苏丹
- 突尼西亞
- 泰國
- 土耳其：在當地生產並命名為“Yavuz 16”。
  - 土耳其武裝部隊
  - 土耳其安全局（英语：General Directorate of Security (Turkey)）
- 乌克兰：俄羅斯入侵烏克蘭期間獲美國軍援。
  - 烏克蘭武裝部隊
- 英国
  - 武裝警察單位
  - 英國特種部隊
- 美国
  - 美國軍隊（M9）
  - 聯邦監獄局
  - 美國邊境巡防隊（英语：US Border Patrol）
  - 美國移民局
  - 多個警察部門
- 梵蒂冈
  - 梵蒂岡憲兵
- 委內瑞拉
- 葉門

## 流行文化
貝瑞塔92系列也出現在許多文藝作品和電子遊戲當中，而在荷里活電影當中更是幾乎無處不在。另外，貝瑞塔92亦是香港導演吳宇森最喜歡的手槍，該槍也普遍的在他執導的動作電影中出現。
註：以下列表只會列舉部份出現由原廠生產貝瑞塔92及衍生型的作品，不包括美軍採用的版本M9，以貝瑞塔92或其衍生型充當M9的作品例外。

### 電影
- 1985年—《魔鬼司令》：型號為92SB，由約翰·馬特里克斯（阿諾德·施瓦辛格飾演）所持有。
- 1986年—《英雄本色》：型號為92F，由李馬克（Mark哥，周潤發飾演）所使用，會雙持。
- 1987年—《英雄本色II》：型號為92F，由阿Ken（周潤發飾演）、宋子豪（狄龍飾演）及大量黑幫成員所使用，會雙持。
- 1988年—《終極警探》：主角紐約警探約翰·麥克連（布魯斯·威利斯飾演）之佩槍。
- 1989年—《賭神》：型號為貝瑞塔92FS，由越南華僑龍五（向華強飾演）所使用，雙持時由右手握持（左手則握持金牛座PT92）。
- 1990年—：主角紐約警探約翰·麥克連（布魯斯·威利斯飾演）之佩槍。
- 1991年—：貝瑞塔92FS由T-1000（羅伯特·帕特里克飾演）及洛杉磯警察局特種武器和戰術部隊所使用；貝瑞塔92FS Inox由一名研究所守衛所使用。
- 1992年—：貝瑞塔92FS由袁浩雲（周潤發飾演）和江浪（梁朝偉飾演）所使用。
- 1994年—：裝上槍口補償裝置的貝瑞塔92FS由主角萊昂（尚·雷諾飾演）所使用。
- 1995年—：主角紐約警探約翰·麥克連（布魯斯·威利斯飾演）之佩槍。
- 1999年—：貝瑞塔92FS於母體世界內由湯瑪斯·“尼奥”·安德森（基努李維飾演）所使用，會雙持。
- 2000年—《大逃殺》及其3D版：男子19號三村信史（塚本高史飾演）的分配武器。
- 2001年—：型號為貝瑞塔92FS，用作充當M9。由美國陸軍第75遊騎兵團的士兵所使用。
- 2002年—《重裝任務》：主角約翰·普雷斯頓（克里斯汀·貝爾飾演）為首的教士們均以獨有的貝瑞塔92FS全自動修改型用作配槍，可從袖口伸出。其中普雷斯頓還會雙持使用並配合槍械形的方式戰鬥。
- 2002年—：型號為貝瑞塔92FS Inox，由艾莉絲（蜜拉·喬娃薇琪飾演）從喪屍化的警衛屍體中取得，並用以攻擊喪屍化的狗隻。
- 2003年—：型號為貝瑞塔92FS緊湊型，於母體世界內由崔妮蒂（凱莉安摩絲飾演）雙持使用。
- 2003年—：登場型號包括：貝瑞塔92FS、貝瑞塔92FS緊湊型、貝瑞塔92FS Brigadier雙色版和貝瑞塔92FS Brigadier Inox。貝瑞塔92FS緊湊型於母體世界內由崔妮蒂（凱莉安摩絲飾演）雙持使用，其他型號均為墨洛溫的手下所使用。
- 2004年—《惡靈古堡2：啟示錄》：貝瑞塔92FS由多個角色所使用。
- 2004年—：型號為貝瑞塔92FS及貝瑞塔92FS Inox，分別由大衛·泰普警探（丹尼·葛洛佛飾演）和史蒂芬·辛警探（梁肯恩飾演）所使用。
- 2006年—：型號為貝瑞塔92FS，由傑夫（安格斯·麥克菲恩飾演）用以射殺亞曼達·楊（薛妮·史密斯飾演）。
- 2005年—：型號為貝瑞塔92SB，由威特里·奧洛夫（傑瑞德·萊托飾演）所使用。
- 2006年—：型號為貝瑞塔92FS，由警察和黑幫所使用。
- 2007年—《惡靈古堡3：大滅絕》：貝瑞塔92FS由斯萊特隊長（馬修·馬斯登飾演）所使用。
- 2007年—《狙擊生死線》：型號為92FS，由鮑勃·李·斯瓦格（馬克·華伯格飾演）、本·戴維斯和嘗試拘捕斯瓦格的警察所使用。
- 2008年—：型號為92及92FS，用作充當M9，由美國陸軍士兵所使用。
- 2008年—《刺客聯盟》：一把客制化改裝的貝瑞塔92S（具槍口補償器和木製握把護片，被命名為「Imanishi 17」）由X先生（大衛·奧哈拉飾演）及主角韋斯利·吉布森（詹姆斯·麥艾維飾演）所使用；貝瑞塔92FS則由一名芝加哥警察所持有，亦有被韋斯利·吉布森組成雙槍使用。
- 2010年—《浴血任務》：型號為92FS和92G Elite IA，分別由主角巴尼·羅斯（席維斯·史特龍飾演）和李·聖誕（傑森·史塔森飾演）所使用。
- 2010年—：92FS由多名在夢境中的潛意識戰鬥人員所使用，也由在蒙巴薩追殺唐姆·柯伯（李奧納多·狄卡皮歐飾演）的殺手所使用；92SB由羅勃·費雪（席利安·墨菲飾演）在夢境中用以嘗試自殺。
- 2010年—：型號為92FS Inox，裝有槍口補償器，由日本黑道半藏（路易斯·小澤·張簡飾演）所使用。
- 2012年—《神鬼認證4》：由主角亞倫克洛斯（傑瑞米·雷納飾演）所使用。
- 2013年—《紅翼行動》：型號為92FS，由海豹突擊隊中尉邁克爾·P·墨菲（泰勒·克奇飾演）用作佩槍。
- 2015年—《怒火邊界》：型號為92FS，由墨西哥警察及販毒份子所使用。
- 2015年—：型號為92FS，在教堂亂鬥期間由哈利·哈特（柯林·佛斯飾演）從一名信徒手上繳獲使用，在打空彈匣後更拆下其滑套充當攻擊武器。
- 2022年—《山中森林》：型號為92G，由阿生（李康生飾演）及大量黑幫成員所使用。

### 電視劇
- 《極限權利系列》
- 《24系列》
- 《系列》
- 《系列》：型號為92FS、92FS Inox和92S，普遍的由倖存者所使用。

### 電子遊戲
- 1993年—《毀滅戰士》
- 《惡靈古堡》系列：主要出現在系列首作、2、3、5、擴散、啟示這幾部作品。持有者有拉昆市的警察、S.T.A.R.S.成員、在後期的遊戲則是以系列原創特製版本「武士之刃」登場。
- 系列
- 系列：型號為92FS，主角馬克思·佩恩的常用武器，會雙持。
- 1999年—系列（1.6、Online）：型號為貝瑞塔96G Elite II，命名為“.40 Dual Elites”，為恐怖份子專用手槍，雙持。奇怪地發射9×19公釐帕拉貝倫彈，而且在未打空彈匣的情況下重新裝填時滑套會自動鎖定。
- 2007年—及重製版：實際型號為貝瑞塔92SB（重製版中修正為真正的M9），命名為「M9」，奇怪的擊鎚不會自動扳起（重製版修正了這個問題）。戰役模式中由美國海軍陸戰隊武裝偵察部隊和所有敵對陣營所使用。在聯機模式中則可被所有陣營使用。
- 2007年—
- 2008年—
- 2009年—及重製版：實際型號為貝瑞塔92SB（重製版中修正為真正的M9），分別被用作充當「M9」和「M93 Raffica」，奇怪的擊鎚不會自動扳起（M9的問題於重製版得到修正；而M93 Raffica則保持不會扳起的狀態）。戰役模式中由141特遣隊、美國陸軍第75遊騎兵團以及部份敵對陣營所使用。在聯機模式中則可被所有陣營使用。
- 2010年—
- 2012年—《战争前线》：型號為92FS，奇怪的命名为“Beretta M9”，以副武器之姿出现并可被所有职业使用，无需解锁即可购买，可以改裝枪口配件（通用消音器、手槍消音器），不能改装瞄准镜。拥有皇冠币专属涂装版本以及林地迷彩涂装版本，强化威力与载弹，均可以改裝枪口配件（通用消音器、手槍消音器、手槍制退器、手槍刺刀），不可改装瞄准镜。
  - 中国大陆尚未实装通常版；皇冠版本可以通过皇冠币购买，林地迷彩版本为活动武器
- 2013年—《絕對武力Online 2》：型號為貝瑞塔92G Elite II，命名為“Dual Beretta 92”，為恐怖份子專用手槍，雙持。奇怪地在未打空彈匣的情況下重新裝填時滑套會自動鎖定。
- 2013年—：型號為貝瑞塔92FS（預設），命名為「Bernetti 9」，可購買雙持使用，可在黑市購買後並另外花費改裝。
- 2015年—：型號為貝瑞塔92FS，命名為「92FS」，載彈量15+1發，預設配備改進版機械瞄具，設定為執法機關和罪犯兩方操作者（Operator）起始手槍。可加裝各種進階照準器（改進版機械瞄具、迷你、德爾塔）、附加配件（電筒、戰術燈、激光瞄準器）及槍口零件（制退器、補償器、重槍管、抑制器、消焰器）。在單人模式當中則為主角尼古拉斯·門多薩的慣用武器。不論玩家裝備了甚麽武器，在過場片段中他依然手持92FS或格洛克17。
- 2015年—：為陶鲁斯PT92和貝瑞塔92初期型的混合槍，命名為「PRB92」，具備著圓型扳機護環而且彈匣釋放鈕位於握把底部，令其看起來更像貝瑞塔92初期型，由特别警察行动营幹員所使用。其中一名幹員，“Caveira”會使用配備抑制器的改裝型，“Lesion”。
- 2016年—《殺戮空間2》：命名為“9mm Pistol”，裝上戰術燈，可雙持。
- 2017年—《絕地求生》：命名為“P92”，地圖上可隨機獲得武器之一。
- 2018年—《5》：型號為貝瑞塔92FS，命名為“M9”。
- 2019年—：型號為貝瑞塔92FS，命名為“M9”。
- 2021年—《嚴陣以待》：型號為貝瑞塔92X Performance，命名為“P92X”。
- 2021年—《蔚藍檔案》：
  - 藥子沙耶的固有武器「我的特製手槍」原型。
  - 近衛美奈的固有武器「玄龍＆白虎」原型。
- 2023年—《決勝時刻：現代戰爭III 2023》：命名為“Renetti”，預設為三發點放。

### 動畫
- 1999年—《名偵探柯南》：黑暗組織高級幹部 琴酒（ジン）的愛槍，可裝上消音器。
- 2003年—《神槍少女》：92FS由恐怖份子所使用。
- 2006年—：女主角蕾薇（Revy）使用的武器為兩把由泰國槍匠特製的加長型貝瑞塔M92FS Inox半自動手槍，蕾薇將其命名為“Sword Cutlass”，也讓蕾薇有著“Two-Hand”的外號。
- 2009年—《幻灵镇魂曲》：92FS由吾妻玲二／Zwei所使用。
- 2010年—《Angel Beats!》：主要人物仲村由理使用的武器為貝瑞塔92FS Brigadier Inox。
- 2011年—《Fate/Zero》：92F由主角衛宮切嗣所使用。
- 2011年—《魔法少女小圓》：92F為曉美焰使用過的武器之一。
- 2013年—《劇場版 魔法少女小圓［新篇］叛逆的物語》：型號為92FS Inox，由曉美焰所使用。
- 2014年—《黑色子彈》：蛭子影胤使用的武器是兩把改造過的貝瑞塔92FS Inox手槍，槍上設有槍刃。
- 2014年—《RAIL WARS! -日本國有鐵道公安隊-》：92F由女主角櫻井葵所使用。
- 2016年—《文豪野犬》：型號為92F，為武裝偵探社社員國木田獨步所使用。

### 漫畫
- 1991年—《來自魔界》：火牙明（ひがあきら）刑警在刑事案件中多次使用M92。
- 1994年—《名偵探柯南》：黑暗組織高級幹部 琴酒（ジン，聲：堀之紀）的愛槍；黑色握把護片，槍管前端有螺牙，可裝置消音管。
- 1995年—《JoJo的奇妙冒險第五部黃金之風》：在阿帕基的回憶中，由他尚在擔任警察時的搭檔所使用。而在本作最終階段的故事裡，由被轉移到特莉休身上的米斯達從警察那搶來使用。
- 2004年—《限制級殺手》：由殺手先生（ころしや，聲：浪川大輔／櫻井孝宏）所使用。
- 2010年—《青之驅魔師》：由奧村雪男（おくむら ゆきお，聲：木島隆一）所使用，通常都是雙持。
- 2011年—《偽戀》：由鶇誠士郎（つぐみせいしろう，聲：小松未可子）所使用。
- 2013年—《達爾文遊戲》：由男主角須藤要在第一話透過D遊戲的課金功能獲取。

### 輕小說
- 2008年—：由遠山金次所使用，但經由平賀文違法改造，可全自動及三發點放射擊，通稱「金次樣式」（輕小說第五集的封面即是遠山金次拿貝瑞塔的側身像。）

## 延伸閱讀
- S. P. Fjestad. Blue Book of Gun Values, 26th Edition. ISBN 1-886768-55-2

## 外部連結
- Official Beretta 92 page （页面存档备份，存于）
- Beretta USA page （页面存档备份，存于）
- Diagram of beretta 92
- Details on the Beretta 92 （页面存档备份，存于）
- Free videos of Beretta 92/96 disassembly （页面存档备份，存于）
- How To Make The 92FS 9mm Shoot, Performance Shooter, October 1997
- Beretta 92F exploded-view parts diagram from American Rifleman